# Parallels – Reise in neue Welten
Parallels – Reise in neue Welten (Originaltitel: Parallels) ist ein US-amerikanischer Science-Fiction-Abenteuerfilm aus dem Jahr 2015. Er war ursprünglich als Pilotfilm für eine Fernsehserie konzipiert und basiert auf einer Geschichte von Christopher Leone und Laura Harkcom. Es geht darin um drei junge Erwachsene, die gezwungen sind, alle 36 Stunden eine neue Parallelwelt aufzusuchen.

## Handlung
Die Geschwister Ronan und Beatrix erhalten eine Nachricht ihres Vaters Alex, sie sollten ihn unter einer bestimmten Adresse aufsuchen. Als die beiden zusammen mit Harry, Beatrix’ Freund, dort ankommen, finden sie ein verlassenes Hochhaus vor. Die drei betreten das Haus.
Im Inneren finden sie diverse Graffiti, und es liegen Gegenstände herum, die nicht aus diesem Universum sein können (z. B. ein Drachenburger). Plötzlich verriegeln sich die Türen, und ein Alarm ertönt, das Haus „springt“. Im Laufe der Handlung finden sie heraus, dass das Haus genau alle 36 Stunden in eine Parallelwelt wechselt. Im Haus treffen sie außerdem auf Polly, eine Reisende zwischen den Welten.
Der erste Sprung führt sie auf eine dystopische, postapokalyptische Erde, die den nuklearen Holocaust hinter sich hat. Dort treffen sie auf Tinker, einen Söldner. Er gibt dem Haus die Schuld am Untergang seiner Welt und will es mit einer Kofferatombombe sprengen. Der Wechsel durch die Dimensionen bewahrt die Reisenden jedoch vor der Zerstörung. Unbemerkt reist Tinker mit.
Die nächste Welt ist technologisch fortgeschritten und erscheint nun utopisch. Auf ihr ist Harry ein korrupter Anwalt und Beatrix seine Frau. Ronan hingegen hat nie existiert. Sein Vater Alex wurde drei Monate zuvor in einen tödlichen Autounfall verwickelt. Harry veranlasst, dass sein anderes Ich verhaftet wird, während Tinker sich seine eigenen Wege in dieser Welt sucht.
Als sie ins Haus zurückkehren, begegnen sie Tinker, der aus elektronischen Teilen aus der utopischen Welt eine Maschine gebaut hat, mit der er die Technik des Hauses beeinflussen will. Als er dadurch den eigentlich kaputten Fahrstuhl aktiviert, taucht Alex auf und gibt seinen Kindern den Auftrag, die zentrale „Kernwelt“ zu finden.
Der Film endet nach dem dritten Sprung, ohne zu zeigen, auf welcher Erde sich das Haus nun befindet.

## Offene Fragen
In die Handlung sind weitere Handlungsfäden eingeflochten, die begonnen, aber nicht aufgelöst werden. Da die Fernsehserie nie gedreht wurde, bleiben somit viele Fragen offen. So sieht man zum Schluss, dass es nicht nur eine Polly, sondern mindestens drei gibt, man erfährt, dass sich in den oberen Stockwerken des Hochhauses die Antwort auf viele Fragen befinden könnte und dass es irgendwo eine zentrale „Kernwelt“ geben muss, eine Art Erde-1, die das Hochhaus gebaut haben könnte.

## Vergleich mit anderen Fernsehserien
Die Grundidee ähnelt der Fernsehserie Sliders – Das Tor in eine fremde Dimension. In beiden Fällen führte die erste Reise auf eine dystopische Erde, später aber in eine (scheinbar) utopische, in beiden werden die Hauptdarsteller mit ihren Alternativ-Ichs aus den Parallelwelten konfrontiert. Während aber die erste Staffel von Sliders noch versucht, wissenschaftliche Themata anzusprechen, wird bei Parallels auf eine wissenschaftliche Erklärung von Anfang an verzichtet.

## Produktion
Parallels – Reise in neue Welten wurde von den Fox Digital Studios für den Streaming-Anbieter Netflix produziert. Die ursprünglich geplante Serie, die sich an die Handlung des Films anschließen sollte, wurde nie realisiert. Die Dreharbeiten fanden im US-Bundesstaat Louisiana, unter anderem in Terrytown statt. Das Hochhaus, mit dem die Protagonisten durch die Zeit reisen, ist der One Shell Square in New Orleans.

## Rezeption
Parallels – Reise in neue Welten wurde von den Kritikern unterschiedlich bewertet. Auf der Website Rotten Tomatoes erzielte der Film eine Publikumswertung von 42 %, basierend auf 438 Stimmabgaben. Die Redaktion der Zeitschrift Filmdienst beschrieb die Handlung als „hilflos“ und bezeichnete den Film als „visuell bescheidenes Science-Fiction-Abenteuer“. Cinema beurteilt den Beginn des Films als „etwas hölzern“, bescheinigte ihm danach aber eine immer mehr zunehmende Spannung. Für die Filmseite Komm & Sieh ist Parallels eine „exzellente, fantasieanregende Science-Fiction-Mystery“ sowie „abgehoben und angemessen düster“; die geplante Serie wurde als „eine der interessantesten SciFi-Serien, die es nie geben wird“ bezeichnet.